# Кипер, Елена Владимировна
Еле́на Влади́мировна Ки́пер (7 сентября 1975) — российская телеведущая, музыкальный продюсер, композитор, поэтесса, сценаристка и режиссёр. Владелец и генеральный продюсер ООО «Елена Кипер Паблишинг и Продакшн». Дипломированный журналист, кинопродюсер полнометражного кино и сериалов. С 2023 года ведёт (вместе с Романом Кармановым) на Первом канале подкаст «Креативные индустрии».

## Биография

### Семья
Мать — Кипер Наталья Николаевна, 1955 г/р, бухгалтер «Роскосмоса». Родилась в Москве. Отец — Кипер Владимир Иванович, 1947 г/р, инженер тяжёлого машиностроения, родился в г. Горловка, Донецкой области. Брат — Кипер Сергей Владимирович, 1985 г/р, экономист, занимается собственным бизнесом, родился в г. Москва. Состояние собственного семейного положения Елена тщательно оберегает от посторонних глаз. По информации, которая открыта для общественности.

### Образование и начало карьеры
Елена училась в московской музыкальной школе имени Стасова, которую не окончила. По словам самой Елены, в далёкой от искусства и творчества большой семье после расставания с музыкой был шанс превратиться в товароведа. Ещё в 14 лет Елена собиралась поступать в Плехановскую академию, но уже через год план изменился, и в 16 лет она поступила на факультет журналистики МГУ, и сразу приступила к работе по специальности.
Первой была радиостанция «Юность», дальше — многие телевизионные каналы. «Когда мне было около 20 лет, я стала работать редактором программы „Под знаком Пи“ студии научно-популярных программ. Я приезжала на работу на роликах, и меня неохотно встречали очень зрелые работники телекомпании. А когда я закрывала рот после прочтения редакторского текста, они смотрели на меня с восхищением. С тех пор я считаю, что самая лучшая тактика — контрастная драматургия с неожиданными поворотами».
В 2012 году Елена получила новое образование на курсах Нью-Йоркской академии киноискусства, закончив продюсерский курс и сценарную мастерскую Пола Брауна и драматургические курсы SONY Pictures.

### Сотрудничество с группой «t.A.T.u.»
Прежде чем связать свою жизнь с музыкой, Елена 8 лет отдала телевидению. Тогда она уже работала не только в качестве репортёра, но и режиссёра. И вот наступил момент, когда Елене поступило неожиданное предложение придумать новый музыкальный проект. "Я ещё продолжала работать на телевидении и это предложение показалось мне приятной авантюрой, чем-то новым и в то же время хорошо знакомым старым. Драматургия, музыка, пиар — могли пригодиться все мои знания. Я приходила с работы поздно, но порой не могла уснуть до 6 утра: выдумывала, сочиняла. В конце концов, когда мы с Иваном Шаповаловым приступили к воплощению придуманного, пришлось бросить телевидение и полностью заняться нашим детищем — проектом t.A.T.u.Елена стала полноправным сопродюсером проекта, первого альбома группы «Двести по встречной» и автором песен. Обе песни — Я сошла с ума и Нас не догонят, в которых Елена приняла авторское участие, стали визитной карточкой группы и быстро достигли мировой популярности.
Альбом «200 по встречной» стал золотым и платиновым во многих странах мира. Песни получили огромное количество наград, а самой влиятельной премией стала авторская музыкальная награда «BMI Honors Top European Songwriters And Publishers», которую Елена получала в Лондоне в 2003 году за песню «All the things she said», затем в 2004 году за песню «Not gonna get us».
15 апреля 2009 года в «Лужниках» на шоу «С днём рождения, Алла!», посвящённому 60-летию Аллы Борисовны Пугачёвой, Пугачёва вместе с Софией Ротару исполнила песню «Нас не догонят». 7 февраля 2014 года отрывок этой песни был дважды использован в церемонии открытия XXII Олимпийских зимних игр в Сочи. Российские спортсмены вышли под микс песен «Нас не догонят» и «We Will Rock You» группы Queen. В художественной части церемонии открытия Олимпиады, в которой балет изображал события страны второй половины XX века, отрывок «Нас не догонят» был смешан с «Танцем с саблями» А. И. Хачатуряна.

### Сотрудничество с Лолитой Милявской
Следующим этапом стал творческий союз с Лолитой Милявской. Оно продолжалось 10 лет (2007—2017). Елена Кипер написала и спродюсировала для Лолиты 20 песен, которые стали знаковыми в альбомах певицы. Самым ярким хитом стала песня «Ориентация север», которая принесла Елене новые награды.
Из творческих экспериментов в сотрудничестве с Лолитой одним из самых удачных Елена считает создание в качестве автора сценария и режиссёра вирусного видеоклипа «На скотч», который спровоцировал волну цитат в социальных сетях и сделал песню знаменитой без теле- и радио-ротаций.

### Конкурс «5 звёзд»
В 2008 году Елена Кипер начала сотрудничество с «Первым каналом» и компанией «Красный квадрат» в качестве креативного продюсера конкурса «Пять звёзд», который принято считать генеральной репетицией российского «Евровидения». Группа «Кватро», пришедшая на конкурс, стала фаворитом Елены. Именно она смогла убедить других членов жюри отдать голос за эту группу, что впоследствии привело «Кватро» к победе. После проведения конкурса Елена продолжила заниматься продюсированием коллектива. Группа стала часто появляться в эфирах каналов, несмотря на отсутствие такого музыкального тренда в России, как кроссовер.

### Международный конкурс песни «Евровидение»
В 2009 году Елена была назначена членом российской отборочной комиссии и членом жюри финала конкурса «Евровидение».

### Конкурс «Песня для звезды»
В 2010 году компания «Елена Кипер Паблишинг и Продакшн» организовала при участии Российского Авторского общества первый конкурс молодых авторов «Песня для звезды». Генеральный директор РАО Сергей Федотов сразу принял предложение о сотрудничестве и конкурс развернулся на площадке ещё одного партнёра проекта Mail.ru. В конкурсе приняли участие около 7 000 авторов. Уже следующий сезон конкурса Елена сняла видеоверсию «Песня для звезды», но программа так и не вышла в эфир. Программа «Хит», которая появилась позже, логически напоминает то, что задумывала Елена, но идеология программы совершенно другая. Формат, который был создан командой ООО «Елена Кипер Паблишинг и Продакшн» по договору лицензии выкуплен одним из отечественных каналов. На сегодняшний момент о защите данного формата на территории всего мира идут переговоры с компанией Endemol.

### Мюзикл NucKids «Иди и смотри»
Также в 2010 году Елена в качестве креативного продюсера и автора впервые приступает к созданию детского мюзикла Nuckids в рамках меценатской компании «Росатом» под названием «Иди и смотри». В главной песне мюзикла принимают участие 40 детей и певица Лолита. Песня становится лучшей в стране среди исполняемых коллективами детских студий. Флешмоб, посвящённый премьере мюзикла, Елена превращает в видеоклип, который с успехом предваряет премьеры мюзикла в Москве и Киеве. В 2011 году Елена также участвует в создании нового мюзикла, но уже в качестве консультанта. В разное время к производству мюзикла Елена привлекает режиссёров-постановщиков Елену Салейкову (детский театр), Валерию Суркову (Театр. doc), Евгению Беркович (театр-студия МХАТ, курс Кирилла Серебренникова).

### Воссоединение группы «t.A.T.u.»
В 2014 году Елена вновь воссоединяет группу t.A.T.u. с прицелом снять полнометражное кино. Девушки записывают новый и первый за много лет трек. Разрушая миф о лесбийском дуэте, Елена привлекает к работе известного российского рэпера Лигалайза и известного американского бит-боксера Майка Томпкинса. Клип, который был снят в итоге, за год стал одним из самых популярных музыкальных видео в Российском YouTube. В процессе воссоединения дуэта t.A.T.u., камеры следят за каждым шагом солисток. Создаются обстоятельства, которые становятся основой для короткометражного фильма в жанре мокьюментари. В мае 2014 года фильм был представлен в рамках Каннского кинофестиваля в Русском павильоне и собрал беспрецедентное количество журналистов. На презентации присутствовали Юлия Волкова и Елена Катина.

### Участие в других проектах
В 2014 году Елена начала сотрудничество с Надеждой Грановской, как с сольным исполнителем. Елена написала и спродюсировала её песни «Дело в не теле» (2014), «Грешу — молюсь» и «Я не святая» (2017).
В 2015 году Елену пригласили к участию в проекте «Главная сцена» в качестве члена отборочной комиссии и музыкального продюсера.

### «Музыка без грима»
В 2015 году берет начало режиссёрский авторский кино-проект Елены — «Музыка без грима». Это собрание новелл, в котором известные музыканты раскрывают тайны своего творчества, рассказывая историю рождения одной из своих песен.

### Продюсирование конкурса «Я люблю тебя, Россия»
В 2015 году Елена становится соорганизатором и продюсером ежегодного музыкального фестиваля «Я люблю тебя, Россия». Площадка объединяет молодых музыкантов от 18 до 30 лет, которые представляют свой уникальный контент, задают новые тренды, формируют культуру современной патриотической песни. В состав жюри входят ведущие деятели и профессионалы российского шоу-бизнеса.

### Таврида
С 2015 года Елена ведет две мастерские в рамках Всероссийского молодёжного образовательного форума «Таврида». Организаторами форума выступают Федеральное агентство по делам молодежи и Роспатриотцентр. Партнёр — Московский государственный институт культуры. В рамках смены «Молодые режиссёры, продюсеры, актёры театра и кино, мультипликаторы» Елена ведет свою творческую лабораторию «Клипмейкинг». В рамках смены «Молодые композиторы, музыканты и хореографы» она ведёт школу «Продюсирование 360».

### Мастер-классы
С 2015 года Елена Кипер дает мастер-классы для начинающих режиссёров и выступает одним из преподавателей в «Школе клипмейкеров».
В 2017 году Елена открывает свой кампус, где за 10 дней открывает профессию режиссёра для начинающих.
В 2022 году Елена Кипер выступает одним из экспертов для онлайн-курса «Трансформация в артиста» на платформе Dancesing.

### Лос Анджелес
В 2016 году Елена открывает дочернюю компанию в Лос-Анджелесе, которая занимается видеопродакшеном.

### Питчинги
На радость артистам и no-name режиссёрам, с 2016 года компания «Elena Kiper Publishing & Production» является организатором питчингов. Питчинг — формат мероприятия, пришедший в Россию из Америки. Это площадка, на которой артист встречается с разными режиссёрами и сценаристами. Цель встречи — дать артисту как можно больший спектр идей для съемок видеоклипа на его композицию. На питчинге творцам предлагается трек, а они представляют собственную творческую визуализацию песни. По результатам встречи артист выбирает наиболее понравившийся и оригинальный вариант идеи. А генератор этой идеи получает возможность снять настоящий клип на песню и заявить о своей творческой карьере.

### Благотворительность
В 2018 году команда Елены Кипер сняла ролик «Ангел» для благотворительного фонда Encore Charity. Решение помочь Фонду также приняли актёр Владимир Яглыч вместе с супругой, певица Светлана Лобода, шоумен Александр Ревва, телепродюсер Арман Давлетьяров, писатель и ведущий Михаил Кучмент. В ролике раскрыта тема благотворительной помощи и рождение чувства помогать другим.

### Сотрудничество с певицей Halsey
Одним из самых громких событий 2019 года стала песня «Nightmare» певицы Halsey. Переговоры компании «Елена Кипер Паблишинг и Продакшн» и певицы шли несколько месяцев. Изначально Halsey планировала записать кавер-версию песни «All The Things She Said», но её планы поменялись. В итоге «Nightmare» содержит обширную интеграцию семпла оригинальной работы «All The Things She Said».

## Песни, которые спродюсированы или написаны Еленой Кипер
| Год  | Исполнитель                             | Название песни                              | Авторы                                                                             |
| 2000 | t.A.T.u.                                | Я сошла с ума                               | Музыка: С. Галоян, И. Шаповалов / Слова: В. Полиенко, Е. Кипер                     |
| 2001 | t.A.T.u.                                | Нас не догонят                              | Музыка: С. Галоян, И. Шаповалов / Слова: В. Полиенко, Е. Кипер                     |
| 2002 | Ничья                                   | Ничья                                       | Музыка: Е. Кипер, Е. Курицын / Слова: Е. Кипер                                     |
| 2002 | Ничья                                   | Нет                                         | Музыка: HarDrum, О. Борщевский, Е. Кипер / Слова: О. Борщевский, Е.Кипер           |
| 2002 | Ничья                                   | Снег                                        | Музыка: О. Борщевский, Е. Кипер / Слова: Е. Кипер, О. Борщевский                   |
| 2003 | Ничья                                   | Начинай меня                                | Музыка: HarDrum , О. Борщевский / Слова: О. Борщевский                             |
| 2003 | Ничья                                   | Можно любить                                | Музыка: Е. Кипер, HarDrum / Слова: Е. Кипер                                        |
| 2003 | Ничья                                   | Один:Один                                   | Музыка: О. Борщевский / Слова: О. Борщевский                                       |
| 2003 | Ничья                                   | Никому. Никогда                             | Музыка: HarDrum, О. Борщевский, Е. Кипер / Слова: О. Борщевский, Е. Кипер          |
| 2003 | Филипп Киркоров                         | А вы-то кто?                                | Музыка: В. Покровский / Слова: В. Покровский, А. Белянкин                          |
| 2003 | Smash!!                                 | Кто ты мне?                                 | Музыка: M.Garvin / Слова: Е. Кипер                                                 |
| 2003 | ДуША                                    | Лететь дальше                               | Музыка: HarDrum, О. Борщевский, Е. Кипер / Слова: О. Борщевский, Е. Кипер          |
| 2004 | Слава                                   | Огонь-вода                                  | Музыка: О. Борщевский / Слова: Е. Кипер, О. Борщевский                             |
| 2004 | Слава                                   | Самолёты                                    | Музыка: О. Борщевский, С. Карпухин / Слова: О. Борщевский                          |
| 2004 | Слава                                   | Любовь, я тебя отпускаю                     | Музыка: HarDrum, Е. Кипер, О. Борщевский, / Слова: О. Борщевский, Е.Кипер          |
| 2004 | Ничья                                   | Всё время                                   | Музыка: О. Борщевский / Слова: О. Борщевский                                       |
| 2004 | Ничья                                   | Ты где-то рядом                             | Музыка: О. Борщевский / Слова: О. Борщевский                                       |
| 2004 | Ничья                                   | Навсегда                                    | Музыка: Е. Кипер / Слова: Е. Кипер                                                 |
| 2005 | Слава                                   | Моя корабли                                 | Музыка: Е. Кипер / Слова: Е. Кипер                                                 |
| 2005 | Слава                                   | Там любовь, где я                           | Музыка: О. Борщевский / Слова: О. Борщевский                                       |
| 2005 | Слава                                   | Птица                                       | Музыка: О. Борщевский / Слова: О. Борщевский                                       |
| 2006 | Слава                                   | Прошло                                      | Музыка: Е. Кипер / Слова: Е. Кипер                                                 |
| 2006 | Слава                                   | Синее-синее                                 | Музыка: С. Карпухин / Слова: С. Карпухин                                           |
| 2006 | Слава                                   | На волю                                     | Музыка: Е. Кипер / Слова: Е. Кипер                                                 |
| 2006 | Светлана Светикова                      | Кто такая она?                              | Музыка: С.Карпухин / Слова: С. Карпухин                                            |
| 2006 | Анна Нова                               | Анна Нова                                   | Музыка: О. Борщевский / Слова: О. Борщевский, Е. Кипер                             |
| 2006 | Анна Нова                               | Слепые люди                                 | Музыка: Л. Каминер / Слова: Е. Кипер                                               |
| 2006 | Анна Нова                               | Зачем                                       | Музыка: О. Борщевский / Слова: О. Борщевский                                       |
| 2006 | Женя Малахова                           | Я не ангел                                  | Музыка: В. Дробыш, Maki / Слова: Е. Кипер                                          |
| 2006 | Ничья                                   | Пора (Ангел в пути)                         | Музыка: О. Борщевский / Слова: О. Борщевский                                       |
| 2006 | Р@машки                                 | Ромашки                                     | Музыка: С. Рябинина / Слова: С. Рябинина                                           |
| 2006 | Р@машки                                 | Падали                                      | Музыка: С. Рябинина / Слова: С. Рябинина                                           |
| 2006 | Р@машки                                 | Корабли                                     | Музыка: С. Рябинина / Слова: С. Рябинина                                           |
| 2006 | Р@машки                                 | Беги от меня                                | Музыка: С. Рябинина / Слова: С. Рябинина                                           |
| 2006 | Р@машки                                 | Плакала                                     | Музыка: С. Рябинина / Слова: С. Рябинина                                           |
| 2006 | Р@машки                                 | Залетела                                    | Музыка: С. Рябинина / Слова: С. Рябинина                                           |
| 2006 | Р@машки                                 | Летала                                      | Музыка: С. Рябинина / Слова: С. Рябинина                                           |
| 2006 | Р@машки                                 | Фонари                                      | Музыка: С. Рябинина / Слова: С. Рябинина                                           |
| 2006 | Р@машки                                 | Такая как ты                                | Музыка: С. Рябинина / Слова: С. Рябинина                                           |
| 2006 | Р@машки                                 | Без тебя без меня                           | Музыка: С. Рябинина / Слова: С. Рябинина                                           |
| 2007 | Лолита                                  | Ориентация север                            | Музыка: Ю. Осина-Фридман / Слова: Ю. Осина-Фридман, Е. Кипер                       |
| 2007 | Лолита                                  | Оказалось                                   | Музыка: Е. Кипер / Слова: Е. Кипер                                                 |
| 2007 | Лолита                                  | Уходя уходи                                 | Музыка: О. Борщевский / Слова: О. Борщевский                                       |
| 2007 | Слава                                   | Ответ 78                                    | Музыка: Crystal Method, Paul Oakenfold / Слова: О. Борщевский                      |
| 2007 | Настя Задорожная                        | Любовь-нелюбовь                             | Музыка: О. Воляндо / Слова: Е. Кипер, А. Бергстрем                                 |
| 2007 | Настя Задорожная                        | Сердце пополам                              | Музыка: О. Борщевский / Слова: О. Борщевский                                       |
| 2007 | Анна Седокова                           | Звёзды падают                               | Музыка: С. Карпухин / Слова: Е. Кипер, С. Карпухин                                 |
| 2007 | Анна Седокова                           | Стихи                                       | Музыка: С.Карпухин / Слова: С. Карпухин                                            |
| 2007 | Анна Седокова                           | Одна снова                                  | Музыка: С.Карпухин / Слова: С. Карпухин                                            |
| 2007 | Жасмин                                  | Белая зима                                  | Музыка: О. Борщевский / Слова: О. Борщевский                                       |
| 2007 | Майк Мироненко                          | Царап-царап                                 | Музыка: С. Гуанин / Слова: С. Гуанин                                               |
| 2008 | Лолита                                  | Прощай, оружие                              | Музыка: Е. Кипер / Слова: Е. Кипер                                                 |
| 2008 | Лолита                                  | Фетиш                                       | Музыка: О. Борщевский / Слова: О. Борщевский                                       |
| 2008 | Лолита                                  | Осталась надежда                            | Музыка: Ю. Осина - Фридман / Слова: Е. Кипер                                       |
| 2008 | Лолита                                  | Белый флаг                                  | Музыка: С. Гуанин / Слова: С. Гуанин                                               |
| 2008 | Лолита                                  | М.М.Т.                                      | Музыка: С. Гуанин / Слова: С. Гуанин, Е. Кипер                                     |
| 2008 | Лолита                                  | Зацепи меня так                             | Музыка: О. Борщевский / Слова: О. Борщевский                                       |
| 2008 | Лолита                                  | Никто не виноват                            | Музыка: Е. Кипер, А. Муратовский / Слова: Е. Кипер                                 |
| 2008 | КВАТРО                                  | Я тебя люблю                                | Музыка: Ю. Осина-Фридман, С. Гуанин / Слова: Ю. Осина-Фридман, С. Гуанин, Е. Кипер |
| 2008 | КВАТРО                                  | Романс с любовью                            | Музыка: О. Борщевский / Слова: О. Борщевский                                       |
| 2008 | КВАТРО                                  | Нежная                                      | Музыка: Е. Кипер / Слова: Е. Кипер                                                 |
| 2008 | КВАТРО                                  | Любовью отвечай (Дети цветов)               | Музыка: Л. Овруцкий / Слова: Е. Кипер, Кватро                                      |
| 2008 | Светлана Хоркина                        | Кружится Земля                              | Музыка: С. Гуанин / Слова: С. Гуанин                                               |
| 2008 | Светлана Хоркина                        | Мама                                        | Музыка: Е. Кипер / Слова: Е. Кипер                                                 |
| 2008 | Светлана Хоркина                        | Река                                        | Музыка: С.Карпухин / Слова: С. Карпухин                                            |
| 2008 | Светлана Хоркина                        | Менуэты                                     | Музыка: С. Карпухин / Слова: С. Карпухин                                           |
| 2008 | Светлана Хоркина                        | Лети                                        | Музыка: Е. Кипер, А. Савичев / Слова: Е. Кипер                                     |
| 2008 | Светлана Хоркина                        | Где-то далеко                               | Музыка: Е. Кипер, HarDrum / Слова: Е. Кипер                                        |
| 2008 | Конкурсанты                             | Гимн конкурса "Пять звёзд. Интервидение"    | Музыка: С. Карпухин / Слова: Е. Кипер                                              |
| 2009 | Лолита                                  | Остановите Землю, я сойду                   | Музыка: Е. Кипер / Слова: Е. Кипер                                                 |
| 2009 | КВАТРО                                  | Мама                                        |                                                                                    |
| 2009 | Данко                                   | Черничные ночи                              | Музыка: А. Шумилин / Слова: А. Шумилин, Е. Кипер                                   |
| 2009 | Диана Гурцкая                           | А у моей любви                              | Музыка: О. Борщевский / Слова: О. Борщевский                                       |
| 2009 | Алекса                                  | Не думать о тебе                            | Музыка: А. Лунев / Слова: О. Томашевский, Е. Кипер, О. Борщевский                  |
| 2010 | Настя Задорожная                        | Твоя моя любовь                             | Музыка: С. Гуанин / Слова: С. Гуанин                                               |
| 2010 | LOBODA                                  | Революция                                   | Музыка: Ю. Осина-Фридман, П. Сетрова / Слова: Ю. Осина-Фридман, П. Сетрова         |
| 2010 | Татьяна Терёшина                        | Радио ГаГаГа                                | Музыка: О. Борщевский / Слова: Е. Кипер                                            |
| 2010 | Nuckids. Мюзикл "Иди и смотри"          | Время-ноль                                  |                                                                                    |
| 2010 | Nuckids. Мюзикл "Иди и смотри"          | SMS                                         |                                                                                    |
| 2010 | Nuckids. Мюзикл "Иди и смотри"          | Прощай                                      |                                                                                    |
| 2010 | Nuckids. Мюзикл "Иди и смотри"          | Дождь                                       |                                                                                    |
| 2010 | Nuckids. Мюзикл "Иди и смотри"          | Не жди                                      |                                                                                    |
| 2010 | Лолита                                  | Да, я больше не хочу                        | Музыка: О. Шаумаров / Слова: О. Шаумаров                                           |
| 2010 | Лолита                                  | Иди и смотри                                | Музыка: Ю.Донская / Слова: Е. Кипер                                                |
| 2010 | Лолита                                  | Терпеть                                     | Музыка: Ю. Осина-Фридман / Слова: Ю. Осина-Фридман, Е. Кипер                       |
| 2010 | Лолита                                  | Облада                                      | Музыка: HarDrum, Е. Кипер / Слова: Е. Кипер                                        |
| 2010 | Лолита                                  | Впервые                                     | Музыка: С. Гуанин / Слова: С. Гуанин                                               |
| 2010 | Лолита                                  | Я свободна                                  | Музыка: С. Гуанин / Слова: С. Гуанин                                               |
| 2011 | Nuckids. Мюзикл "Иди и смотри"          | Ветер перемен                               |                                                                                    |
| 2011 | Nuckids. Мюзикл "Иди и смотри"          | Девчонки                                    |                                                                                    |
| 2011 | Татьяна Терешина                        | Понимай                                     | Музыка: Ю. Осина-Фридман / Слова: Ю. Осина-Фридман                                 |
| 2012 | Лолита                                  | Секси                                       | Музыка: О. Борщевский / Слова: О. Борщевский                                       |
| 2012 | Дима Билан и Юлия Волкова               | Любовь - сука                               | Музыка: Joacim Persson (Red Fly) / Слова: Е. Кипер                                 |
| 2012 | Юлия Волкова                            | Давай закрутим Землю                        | Музыка: Nadir Benkahla, Saeed Molavi, Taj Jackson / Слова: Е. Кипер                |
| 2013 | Слава                                   | Моя новая жизнь                             | Музыка: С. Гуанин / Слова: С. Гуанин                                               |
| 2014 | Анастасия Приходько                     | Половина пути                               | Музыка: Ю. Осина-Фридман / Слова: С. Гуанин                                        |
| 2014 | Анастасия Приходько                     | Не трагедия                                 |                                                                                    |
| 2014 | t.A.T.u. feat. Лигалайз и Майк Томпкинс | Любовь в каждом мгновении                   | Музыка: J. Björklund, J. Anderson, А. Меньшиков / Слова: Е. Кипер                  |
| 2014 | Надежда Грановская                      | Дело не в теле                              | Музыка: Е. Кипер, А. Муратовский / Слова: Е. Кипер                                 |
| 2014 | Надежда Грановская                      | Танго возвращения                           | Музыка: Д. Саратский, А. Пантыкин / Слова: А. Завальская                           |
| 2014 | Катя Лель                               | Солнце любви (Обидами-ссорами)              | Музыка: Е. Кипер, А. Муратовский / Слова: Е. Кипер, Л. Сидоренко                   |
| 2014 | Влад Соколовский                        | Всё возможно                                | Музыка: А. Шелест / Слова: Е. Кипер, В. Казанцев                                   |
| 2015 | Конкурсанты                             | Гимн шоу "Танцы со звёздами" - #танцуйдобро | Музыка: В. Дробыш, У. Афанасьефф, Е. Кипер / Слова: Е. Кипер                       |
| 2015 | Лолита                                  | Не держи меня                               | Музыка: С. Гуанин / Слова: С. Гуанин                                               |
| 2017 | Дмитрий Маликов                         | Прощай, жестокий мир                        |                                                                                    |
| 2017 | Дмитрий Маликов                         | Земля обетованная                           |                                                                                    |
| 2017 | Дмитрий Маликов                         | Вечер в Мадриде                             |                                                                                    |
| 2017 | Дмитрий Маликов                         | Ласточки                                    |                                                                                    |
| 2019 | Дина Бару                               | Дин Дон                                     | Музыка: Е. Кипер, А. Муратовский / Слова: Е. Кипер                                 |
| 2019 | Дина Бару                               | Стань сильней                               | Музыка: Е. Кипер / Слова: Е. Кипер                                                 |
| 2020 | Дина Бару                               | Превращай                                   | Музыка: Е. Кипер / Слова: Е. Кипер                                                 |
| 2020 | Михаил Медведский                       | Мечты                                       | Музыка: Е. Кипер / Слова: Е. Кипер                                                 |
| 2021 | Дмитрий Маликов и Artik & Asti          | Градусы                                     |                                                                                    |
| 2021 | Дмитрий Маликов                         | Мир без твоей любви                         |                                                                                    |

## Режиссура
Видеоклипы, созданные «Елена Кипер Паблишинг и Продакшн»
| Год  | Название                                       | Исполнитель                                           | Режиссёр                      | Оператор                          | Монтаж                        | Сценарий                      |
| ---- | ---------------------------------------------- | ----------------------------------------------------- | ----------------------------- | --------------------------------- | ----------------------------- | ----------------------------- |
| 2002 | Ничья                                          | Ничья                                                 | Елена Кипер                   | Сергей Дандурян                   |                               | Елена Кипер                   |
| 2003 | Я хочу быть                                    | Шамиль (ex. Оскар)                                    | Елена Кипер                   | Эдуард Мошкович                   |                               | Елена Кипер                   |
| 2003 | А вы-то кто?                                   | 2ва самолёта                                          | Елена Кипер                   | Эдуард Мошкович                   |                               | Елена Кипер                   |
| 2003 | А вы-то кто? (HarDrum Remix)                   | 2ва самолёта                                          | Елена Кипер                   | Эдуард Мошкович                   |                               | Елена Кипер                   |
| 2003 | Интернет                                       | Торба-на-Круче                                        | Кирилл Кузин                  | Эдуард Мошкович                   |                               | Кирилл Кузин                  |
| 2003 | Моря поколено                                  | Лакмус                                                | Елена Кипер                   | Эдуард Мошкович                   |                               | Елена Кипер                   |
| 2003 | Цепи и кольца                                  | Линда                                                 |                               |                                   | Кирилл Кузин                  |                               |
| 2003 | Никому. Никогда                                | Ничья                                                 | Елена Кипер                   | Эдуард Мошкович                   |                               | Елена Кипер                   |
| 2003 | Бог есть                                       | Лигалайз & ДеЦл                                       | Елена Кипер                   | Эдуард Мошкович                   | Елена Кипер Кирилл Кузин      | Елена Кипер                   |
| 2004 | Навсегда!                                      | Ничья                                                 | Елена Кипер                   | Эдуард Мошкович                   |                               | Елена Кипер                   |
| 2004 | Freeway                                        | Smash!!                                               | Елена Кипер                   | Эдуард Мошкович                   |                               | Елена Кипер                   |
| 2005 | Ресницы                                        | Братья Грим                                           | Елена Кипер                   | Эдуард Мошкович                   | Кирилл Кузин                  | Елена Кипер                   |
| 2005 | Можно любить                                   | Ничья                                                 | Елена Кипер                   |                                   |                               | Елена Кипер                   |
| 2005 | Р@машки                                        | Ромашки                                               | Елена Кипер                   |                                   |                               | Елена Кипер                   |
| 2007 | Позови меня                                    | Светлана Светикова                                    | Елена Кипер                   |                                   |                               | Елена Кипер                   |
| 2007 | Ну, наконец-то                                 | Лера Массква                                          | Елена Кипер                   |                                   |                               | Елена Кипер                   |
| 2007 | Убегаю                                         | Елена Неклюдова                                       | Елена Кипер                   |                                   |                               | Елена Кипер                   |
| 2010 | Иди и смотри                                   | Лолита и NucKids                                      | Елена Кипер                   |                                   |                               | Елена Кипер                   |
| 2012 | Любовь-сука                                    | Дима Билан и Юлия Волкова                             | Гоша Тоидзе                   |                                   |                               | Елена Кипер                   |
| 2013 | Война                                          | Johnyboy feat. Таня Терёшина                          | Елена Кипер                   |                                   |                               | Елена Кипер                   |
| 2014 | Любовь в каждом мгновении                      | Юлия Волкова & Лена Катина & Лигалайз & Майк Томпкинс | Елена Кипер                   |                                   |                               | Елена Кипер                   |
| 2014 | На скотч                                       | Лолита                                                | Елена Кипер                   | Сева Каптур                       |                               | Елена Кипер                   |
| 2014 | Я сняла с него брюки                           | Лолита                                                | Елена Кипер                   | Пётр Паничкин                     |                               | Елена Кипер                   |
| 2015 | Территория сердца                              | Лолита, Денис Майданов                                | Елена Кипер, Вадим Шатров     |                                   |                               | Елена Кипер                   |
| 2015 | Фильм «Прощальное воскресенье заклятых подруг» | Альманах «Музыка без грима»                           | Елена Кипер                   | Вадим Шатров, Екатерина Пискоха   |                               | Елена Кипер                   |
| 2015 | Фильм «О чем молчат поэты»                     | Альманах «Музыка без грима»                           | Елена Кипер                   | Вадим Шатров, Екатерина Пискоха   |                               | Елена Кипер                   |
| 2015 | Фильм «Дорога на…»                             | Альманах «Музыка без грима»                           | Елена Кипер                   | Вадим Шатров, Екатерина Пискоха   |                               | Елена Кипер                   |
| 2016 | Новый день                                     | Конец фильма                                          | Елена Кипер                   |                                   |                               | Елена Кипер                   |
| 2017 | Ты мое море                                    | Лолита                                                | Елена Кипер                   | Сева Каптур, Иван Колпаков        | Андрей Мираш, Алексей Малахов | Елена Кипер, Лолита Милявская |
| 2017 | Когда целый мир будет против                   | Катя Гордон                                           | Елена Кипер                   |                                   |                               | Елена Кипер                   |
| 2017 | Океан                                          | Алекша Нович                                          | Елена Кипер, Аргам Айрапетян  | Евгений Терешин                   | Артём Соколовский             | Елена Кипер                   |
| 2017 | Прощай, жестокий мир                           | Дмитрий Маликов                                       | Елена Кипер                   |                                   |                               | Елена Кипер                   |
| 2017 | Земля обетованная                              | Дмитрий Маликов                                       | Елена Кипер                   |                                   |                               | Елена Кипер                   |
| 2018 | Все будет                                      | Дмитрий Маликов & ASTERO                              | Елена Кипер, Алмира Муртазина | Дмитрий Зуев                      | Альмира Муртазина             | Елена Кипер                   |
| 2018 | Последний романтик                             | Дмитрий Маликов                                       | Елена Кипер, Иван Никитин     | Иван Колпаков                     | Андрей Мираш                  | Елена Кипер                   |
| 2018 | Отпусти меня                                   | Дмитрий Маликов, АК-47                                | Елена Кипер,                  | Иван Колпаков                     | Алексей Малахов               | Елена Кипер                   |
| 2018 | Не верю                                        | Олег Шаумаров                                         | Елена Кипер                   |                                   |                               | Елена Кипер                   |
| 2019 | То, что всегда с тобой                         | Машина Времени                                        | Елена Кипер, Аргам Айрапетян  | Дмитрий Зуев                      |                               | Елена Кипер, Аргам Айрапетян  |
| 2019 | Танцуй, моя любовь                             | Дмитрий Маликов                                       | Елена Кипер                   | Иван Колпаков                     | Андрей Мираш                  | Елена Кипер                   |
| 2019 | Влюбленные                                     | Дмитрий Маликов, Анна Седокова                        | Елена Кипер                   | Константин Рябов, Аргам Айрапетян |                               | Елена Кипер                   |
| 2019 | Стань сильней                                  | Дина Бару                                             | Елена Кипер Аргам Айрапетян   | Дмитрий Зуев                      | Руслан Олейник, Дмитрий Зуев  | Елена Кипер                   |
| 2019 | Тайна                                          | Лора Горбунова                                        | Елена Кипер Аргам Айрапетян   | Марк Миллер, Алексей Ивакин       |                               | Елена Кипер                   |
| 2019 | Давай поговорим                                | Денис Мельник                                         | Елена Кипер                   |                                   |                               | Елена Кипер                   |
| 2020 | Вместе веселей                                 | Дмитрий Маликов                                       | Елена Кипер                   | Дмитрий Зуев                      |                               | Елена Кипер                   |
| 2020 | Превращай                                      | Дина Бару                                             | Елена Кипер, Артем Пилипчук   | Александр Макеев                  |                               | Елена Кипер                   |
| 2020 | Мечты                                          | Михаил Медведский                                     | Елена Кипер, Артем Пилипчук   | Александр Макеев                  |                               | Елена Кипер                   |

## Проекты

### Текущие проекты
- Дмитрий Маликов
- Дина Бару
- Михаил Медведский

### Экс-проекты
- t.A.T.u.
- Ничья
- Р@машки
- Кватро
- 2ва самолёта
- Лолита
- Шоу «Главная сцена»
- Юлия Волкова
- Надежда Грановская

## Награды

### 2001
- Премия «100-пудовый хит» радиостанции Хит FM за песню «Я сошла с ума»[5][6]
- Премия «Золотой граммофон» за песню «Нас не догонят»

### 2002
- Премия «100-пудовый хит» радиостанции Хит FM за песню «Нас не догонят»

### 2004
- Премия BMI Honors Top European Songwriters And Publishers вручена Елене Кипер, за соавторство в написании текста к песне «All the Things She Said»

### 2005
- Премия BMI Honors Top European Songwriters And Publishers вручена Елене Кипер, за соавторство в написании текста к песне «Not Gonna Get Us». Вручение прошло 29.11.2005 в Лондоне в отеле Дорчестр

### 2008
- Премия «Золотой граммофон» за песню «Ориентация север»
- Премия «Песня года» за песню «Ориентация север»